# Krajiška Kutinica
Krajiška Kutinica (1948-ig Kutinica) falu Horvátországban, Sziszek-Monoszló megyében. Közigazgatásilag Kutenyához tartozik.

## Fekvése
Sziszek városától légvonalban 34, közúton 40 km-re keletre, községközpontjától 13 km-re északra, a Monoszlói-hegység déli lejtőin, a Kutinica-patak partján fekszik.

## Története
Amint azt a határában található várromok bizonyítják területe már a középkorban lakott volt. Kutinec várának romjai között számos középkori lelet került elő, de írásos forrás hiányában a vár építése és sorsa ismeretlen.
A falu a 16. század második felében a török hódítókkal érkezett pravoszláv vlachok letelepedésével népesült be. 1773-ban az első katonai felmérés térképén „Dorf Kuttinicza” néven szerepel. A településnek 1857-ben 128, 1910-ben 237 lakosa volt. Belovár-Kőrös vármegye Krizsi, majd Kutenyai járásához tartozott. 1918-ban az új szerb-horvát-szlovén állam, majd később Jugoszlávia része lett. A II. világháború idején a Független Horvát Állam része volt. A háború után a béke időszaka köszöntött a településre, enyhült a szegénység és sok ember talált munkát a közeli városokban. A délszláv háború előestéjén lakosságának 76%-a szerb, 10%-a horvát nemzetiségű volt. 1991. június 25-én a független Horvátország része lett. A településnek 2011-ben 73 lakosa volt.

## Népesség
| Lakosság változása | Lakosság változása | Lakosság változása | Lakosság változása | Lakosság változása | Lakosság változása | Lakosság változása | Lakosság változása | Lakosság változása | Lakosság változása | Lakosság változása | Lakosság változása | Lakosság változása | Lakosság változása | Lakosság változása | Lakosság változása |
| ------------------ | ------------------ | ------------------ | ------------------ | ------------------ | ------------------ | ------------------ | ------------------ | ------------------ | ------------------ | ------------------ | ------------------ | ------------------ | ------------------ | ------------------ | ------------------ |
| 1857               | 1869               | 1880               | 1890               | 1900               | 1910               | 1921               | 1931               | 1948               | 1953               | 1961               | 1971               | 1981               | 1991               | 2001               | 2011               |
| 128                | 124                | 142                | 189                | 260                | 237                | 223                | 254                | 202                | 207                | 202                | 159                | 127                | 94                 | 85                 | 73                 |

## Nevezetességei
- A falutól északra találhatók Kutinec (Kutinyác) várának csekély maradványai. A Viljenjakról a Vis-Humka jelzett hegyi útra vezető földút mentén álló két szomszédos magaslaton, árokkal és falakkal körülvett kettős erődítmény romjaiból állnak. A régészeti feltárások 1966 és 1996 között folytak, melyek során jellegzetesen középkori leletek (cseréptöredékek, vastárgyak) mellett egy üvegkohó maradványai kerültek elő. A feltárások eredményeként megállapították, hogy a két kúpon, egy-egy kerek torony állhatott, melyek maradványait, ahogy számos más helyen, építési anyagként hasznosították a helybeliek.
- Szent György vértanú tiszteletére szentelt szerb pravoszláv temploma a falutól északra, egy kis magaslaton áll. Egyhajós épület homlokzata előtt álló harangtoronnyal. Bejárata a torony aljából nyílik.